# San Lazzaro degli Armeni

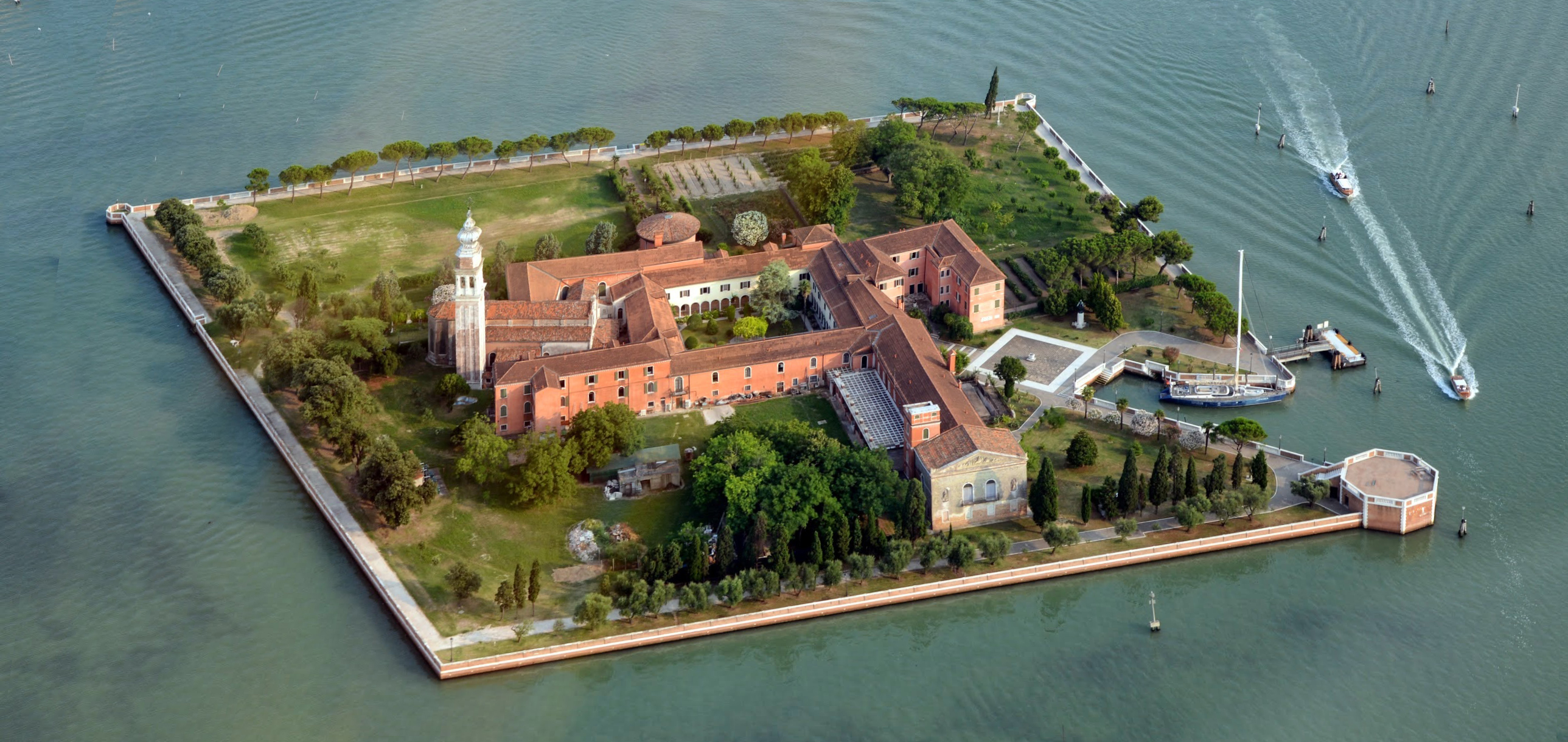
San Lazzaro degli Armeni in Venetië, Italië

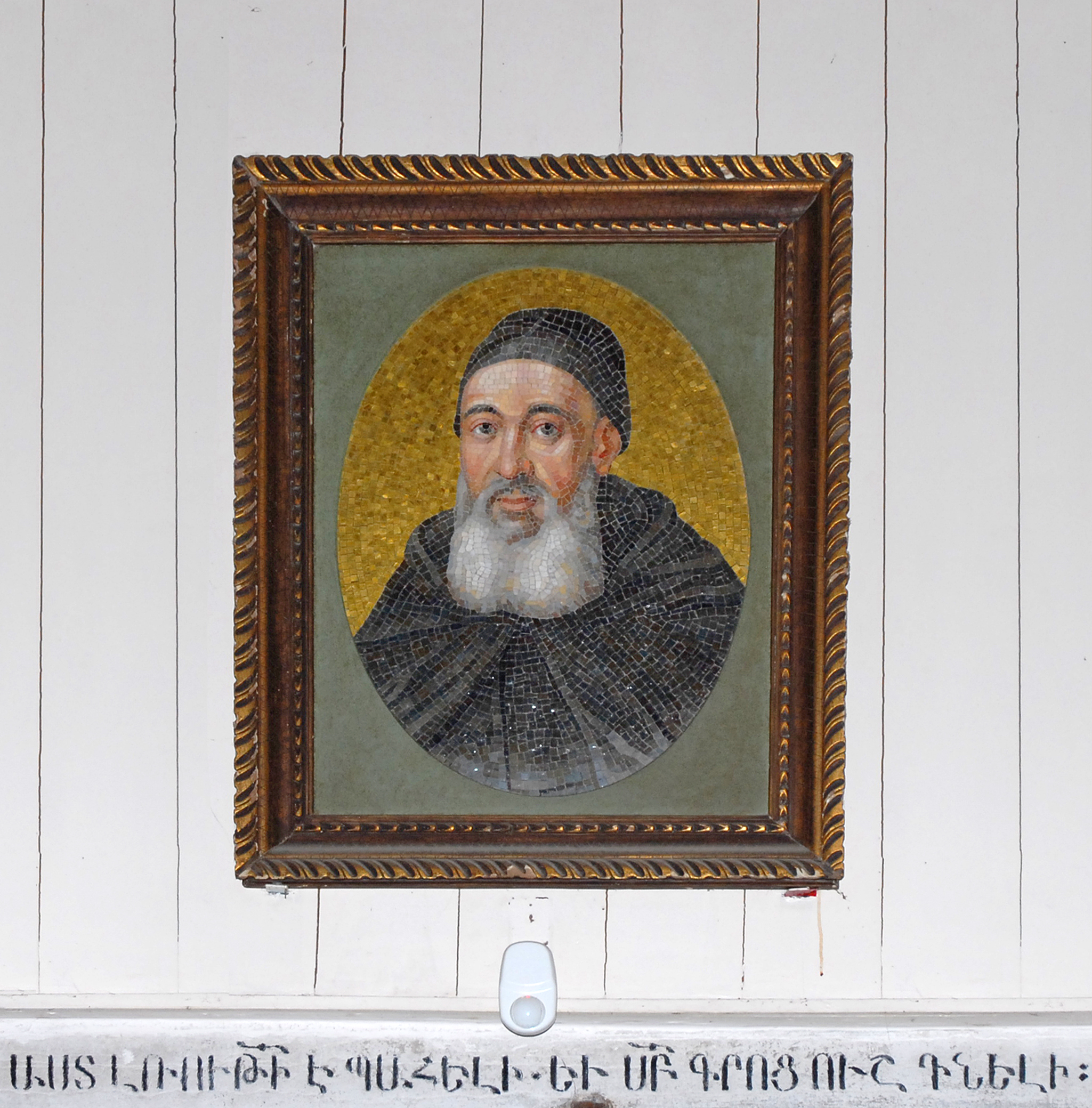
Mechitar, Armeens-katholiek kloosterling

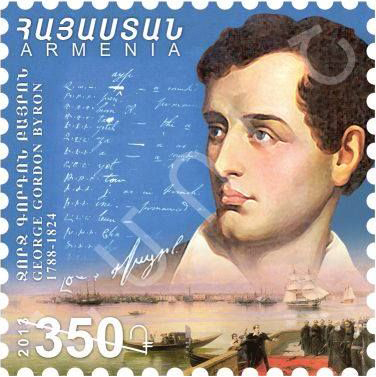
Herdenkingspostzegel van Armenië voor lord Byron die aanmeert in San Lazzaro degli Armeni

San Lazzaro degli Armeni is een eiland in de Bacino San Marco, een inham van de Lagune van Venetië in Italië. Het eiland wordt ingenomen door een klooster van Armeense christenen, die volgelingen zijn van Mechitar. Zij verblijven op het eiland sinds het jaar 1717 en behoren tot de Armeens-Katholieke Kerk. Het klooster bevat een bibliotheek met 150.000 boeken en 4.000 manuscripten.
Met rozenblaadjes uit de rozentuin maken de kloosterlingen vartanush, een marmelade op basis van een typisch Armeens recept.

## Historiek

### Voor 1717
In de loop van de 9e eeuw verbleven er benedictijnen op het eiland.
Van de 12e eeuw tot de 17e eeuw huisvestte het eiland Venetiaanse melaatsen. In 1182 werd namelijk de ziekenboeg van de San Trovasokerk overgebracht naar het eiland. De patroonheilige van de melaatsen was Lazarus, een arme bedelaar uit de Bijbel. Het pand geraakte later in verval.
In de 17e eeuw verbleven er tijdelijk Venetiaanse dominicanen die Kreta ontvlucht waren in 1651 tijdens de Ottomaans-Venetiaanse oorlogen, alsook jezuïeten op de vlucht voor andere redenen. Nadien waren de gebouwen op het eiland San Lazzaro niets meer dan een puinhoop.

### Vanaf 1717
Mechitar werd geboren als Manuk (1676) in Sebastopolis, een stad in het Ottomaanse Rijk. In 1700 stichtte Mechitar in Constantinopel een kloosterorde die getrouw was aan de paus in Rome. Het was een Armeens-katholieke kloosterorde. De Ottomaanse overheid vervolgde Mechitar omdat zij geen Roomse kloosters erkende. Wel gaven de Ottomanen erkenningen aan Oosterse christenen, onder wie de Armeens-Apostolische Kerk, alsook aan de Oosters-Orthodoxe Kerk en de Joodse gemeenschap. Circa 1703 trokken Mechitar en zijn medebroeders naar Modono, een Venetiaanse kolonie in Griekenland. De Ottomanen veroverden Modono in 1715, zodat de kloosterlingen naar Venetië, de hoofdstad van de republiek Venetië vluchtten. In 1717 schonk de Consiglia of Raad van de republiek hen het eiland San Lazzaro. Dit eiland stond leeg. Het klooster van de Armeense kloosterlingen werd in verschillende fasen gebouwd. Mechitar stierf er op hoge leeftijd in 1749. Door de groei van de kloostergemeenschap konden er bijkomende kloosters gesticht worden: een in Triëst, een vrije Rijksstad in het Heilige Roomse Rijk, alsook in Wenen, residentiestad van de keizers van het Heilige Roomse Rijk.
In de 19e eeuw leefde er in het klooster Ghevont Alishan (1820-1901); deze kloosterling was voor de Armeense gemeenschap een belangrijke historicus en dichter. Nog in de 19e eeuw bracht lord Byron een bezoek aan het klooster; hij leerde van hen de Armeense taal. Het verblijf van lord Byron leverde een interesse in West-Europa op voor de Armeense cultuur.
Sinds de 20e eeuw leven er in het klooster een twintigtal kloosterlingen.